# Maextro
Maextro (chinesisch 尊界, Pinyin Zūnjiè) ist eine chinesische Marke für ultraluxuriöse Elektroautos. Maextro wurde 2024 von der JAC Group gegründet und ist Teil des markenübergreifenden Kooperationsmodells HIMA von Huawei. Huawei übernimmt dabei die Produktentwicklung und das Design, stellt Technologien wie Full-Stack-ADAS-Lösungen und Infotainmentsysteme sowie Antriebskomponenten bereit, während JAC für die Fahrwerksentwicklung und die Fahrzeugfertigung verantwortlich ist.

## Geschichte

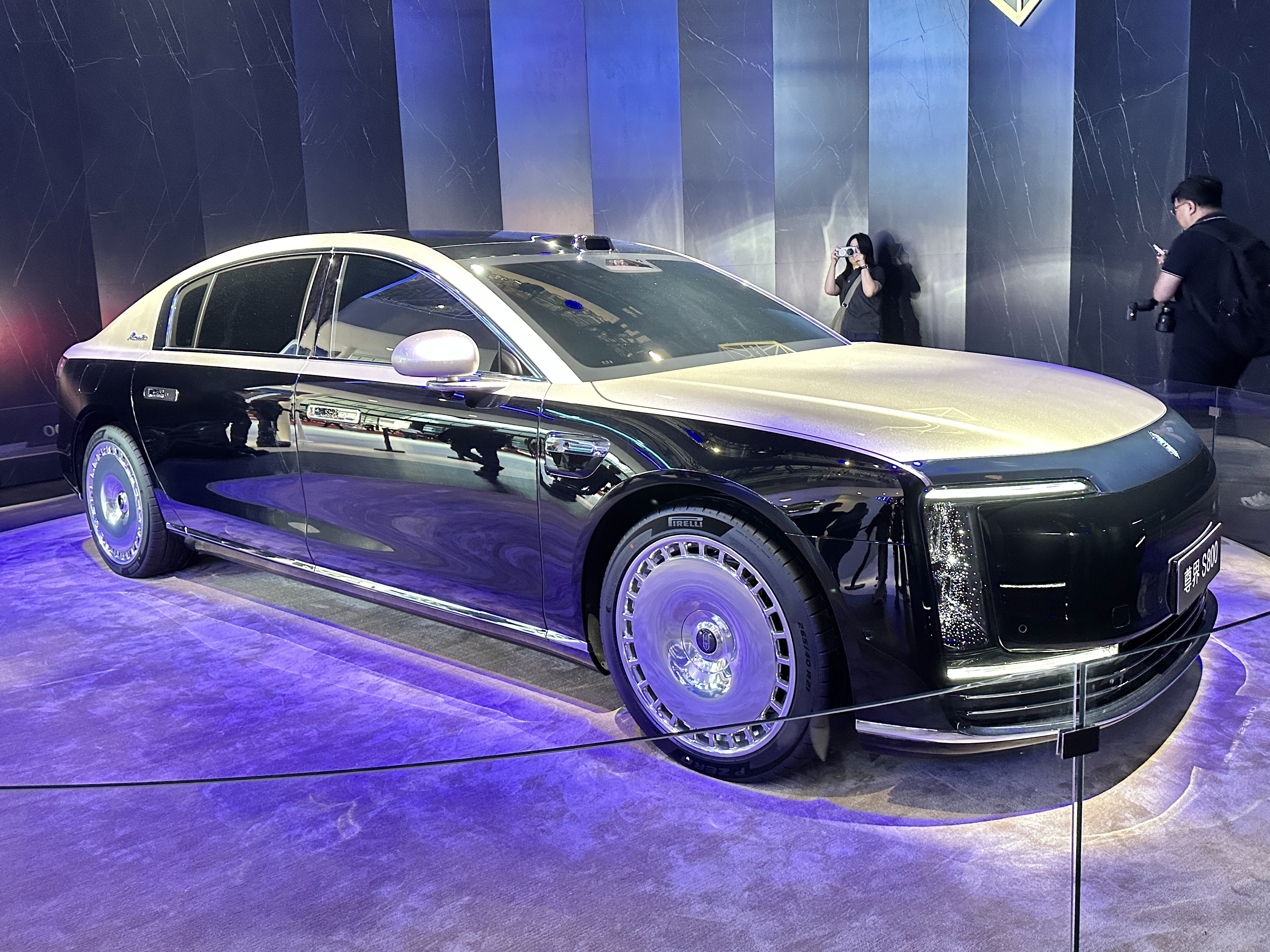
Maextro S800, Shanghai Auto Show 2025

Im Juli 2024 gründete Yu Chengdong (Richard Yu), Vorsitzender der Huawei Consumer BG und Intelligent Automotive Solutions BU gab in einem Interview bekannt, dass die vierte HIMA-Marke, die in Zusammenarbeit mit der JAC Group entwickelt wurde, auf Chinesisch Zunjie (尊界) heißen würde. Im August 2024 stellte Huawei während der Einführungsveranstaltung für neue Produkte von Stelato S9 und Huawei offiziell Maextro vor, die vierte Marke im Rahmen der HIMA-Kooperation mit JAC.
Maextros erstes Fahrzeug, der S800, wurde erstmals am 26. November 2024 bei einer Huawei-Mate-Markenzeremonie enthüllt, bei der Vorbestellungen möglich waren. Details zum Fahrzeug, einschließlich der von Huawei speziell für Maextro entwickelten Technologien, wurden bei einer Technologiepräsentation am 20. Februar 2025 enthüllt. Das Modell wurde im April auf der Auto Shanghai 2025 vorgestellt.
Die S800 ist 5,48 Meter lang und soll in Konkurrenz mit Fahrzeugen von Rolls-Royce und Mercedes-Maybach treten.